# 赛寄蝇属
赛寄蝇属（学名：Pseudoperichaeta）为寄蝇科的一个属。

## 下属物种
本属包括以下物种：
- 稻苞虫赛寄蝇 Pseudoperichaeta nigrolineata Walker
- Pseudoperichaeta palesoidea Robineau-Desvoidy